# Сатанист (фильм)
«Сатанист» (англ. The Satanist) — американский фильм ужасов, снятый в 1968 году режиссёром Золтаном Спенсером. Мировая премьера фильма состоялась 21 июня 1968 года.

## Сюжет
Брак молодой пары оказывается под угрозой, когда они встречают привлекательную женщину-оккультистку, увлекающую их в странный мир наркотиков, секса и сатанинских обрядов.

## В ролях
- Мэри Бауэр — Мэри
- Пэт Баррингтон — суккуб

## Критика
Педро Эммануэль в своём обзоре, опубликованном на сайте Boca do Inferno заявил, что «В фильме много любительских сексуальных сцен, но они в определённой степени чувственны, несмотря на актёрскую игру, а языческий обряд в финальном акте фильма показан менее сенсационно, чем мог бы быть», а также добавил, что «Сатанист» — это любительский фильм, хорошо ориентированный на работу с имеющимися в малых количествах ресурсами. Его короткая продолжительность (64 минуты) кажется даже очень длинной из-за неуверенности работы, а простой сюжет может показаться слабым, хотя в фильме его более чем достаточно».